# 馬爾塔鎮區 (伊利諾伊州迪卡爾布縣)
馬爾塔鎮區（英語：Malta Township）是位於美國伊利諾伊州迪卡爾布縣的一個行政鎮區。

## 地方資料
根據2010年美國人口普查的數據，馬爾塔鎮區的面積為90.60平方千米，當中陸地面積為90.40平方千米，而水域面積為0.20平方千米。當地共有人口1608人，而人口密度為每平方千米17.75人。